# Služební medaile obrany s vavřínovou ratolestí
Služební medaile obrany s vavřínovou ratolestí (norsky Forsvarsmedaljen med laurbærgren) je norské vojenské vyznamenání založené roku 1982. V hierarchii norských vyznamenání se nachází na 20. místě.

## Historie a pravidla udílení
Medaile byla založena dne 1. května 1982. Udílena je za významný a mimořádný přínos ozbrojeným silám Norska. Udělena může být jak vojákům, tak civilním zaměstnancům za prokázanou osobní dovednost či za služební úsilí ve prospěch norských ozbrojených sil. Udílena je náčelníkem obrany. Udělena může být také občanům Norska i cizincům nesloužícím v ozbrojených silách, kteří se zasloužili o pomoc této složce. Spolu s medailí je vyznamenaným předáván také diplom potvrzující udělení vyznamenání a podepsaný náčelníkem obrany. Po udělení je majetkem vyznamenaného a po jeho smrti náleží jeho dědicům. Udělena může být každému pouze jednou. Od roku 2011 může být z rozhodnutí náčelníka obrany udělená medaile držiteli odebrána, pokud svým chováním znevažuje toto vyznamenání.
Status vyznamenání byl pozměněn ve dnech 20. března 2003, 12. prosince 2006, 28. června 2007, 26. listopadu 2008 a 25. října 2011.

## Popis medaile
Medaile kulatého tvaru o průměru 33 mm je vyrobena ze stříbřitého kovu. Na přední straně jsou tři meče směřující čepelemi vzhůru. Na zadní straně je v horní části nápis FORSVARET a ve spodní části FOR FORTJENESTER.
Stuha je červená se 4 mm širokým stříbrným pruhem uprostřed.
Vzhledem se tak medaile shoduje se Služební medailí obrany, jediným rozdílem je spona na medaili v podobě vavřínové ratolestí. Medaile se nosí nalevo na hrudi.